# Fryderyk III Oldenburg
Fryderyk III (ur. 18 marca 1609, zm. 9 lutego 1670) – władca Danii i Norwegii oraz Grenlandii i Islandii. Panował w latach 1648–1670.

## Życiorys
Za jego panowania Dania straciła Skanię (na podstawie traktatu w Roskilde), co uniemożliwiło jej zamykanie cieśnin i tym samym Bałtyku.
W 1660 w wyniku zamachu stanu zniósł tron elekcyjny, wprowadzając monarchię dziedziczną – pierwszy podstawowy krok w budowie absolutyzmu.
W 1643 poślubił Zofię Amelię brunszwicką; mieli ośmioro dzieci:
- Chrystiana V (1646–1699), kolejnego króla Danii,
- Annę Zofię (1647–1717), żonę elektora Saksonii Jana Jerzego III, matkę króla Polski Augusta II Mocnego,
- Frederykę Amalię (1649–1704), żonę księcia Holstein-Gottorp Chrystiana Albrechta,
- Wilhelminę Ernestynę (1650–1706), żonę elektora Palatynatu Karola II,
- Fryderyka (1651–1652),
- Jerzego (1653–1708), brytyjskiego księcia-małżonka, męża królowej Anny Stuart,
- Ulrykę Eleonorę (1656–1693), żonę króla Szwecji Karola XI,
- Dorotę Julianę (1657–1658).